# Benguela

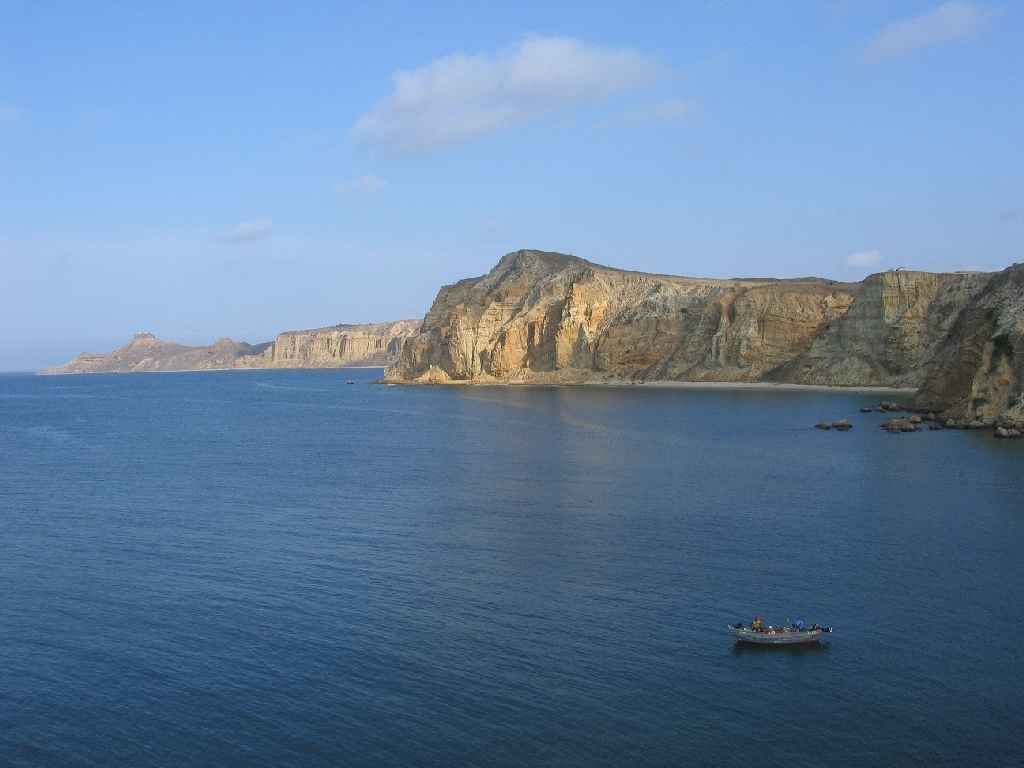
Tengerpart a város közelében

Benguela kikötőváros és közigazgatási székhely Angolában. A települést Magyar László, a híres magyar Afrika-kutató és felfedező útleírása szerint 1617-ben a portugál da Cerveira Perreira Emanuel alapította az Atlanti-óceán partján a déli szélesség 12°36’00’’ és a keleti hosszúság 13°22’0’’ alatt. A város helyén a portugálok már 1587-ben építettek egy erődöt, ami fontos kiindulópontként szolgált a bennszülöttek elleni katonai fellépésekhez. A lakosság száma 1982-ben 41000 fő volt. Kikötőjén keresztül bonyolódik elsősorban Angola marhahús és állati bőr exportja. A lakosság főként a halászatban, a halfeldolgozásban és a hajógyártásban talál munkalehetőséget. A Benguela-vasút nyugati végállomása. Ez a vasútvonal teremt kapcsolatot Angola, Zaire, Zambia, Zimbabwe és Mozambik között.
Katolikus püspöki székhely.
A városról kapta az elnevezést a tőle északra elhelyezkedő Benguelai-öböl és a Benguela-áramlás.